# Baustellenlogistik
Die Baustellenlogistik beschreibt das Produktionsflusskonzept einer Baustelle. Dieses Konzept umfasst neben den physischen Aspekten auch den begleitenden Informationsfluss bezüglich des Zeitmanagements, der richtigen Menge und Qualität der Baustoffe. Das prozessorientierte Konzept, das für den Material- und Informationsfluss notwendig ist, wird in drei wesentliche Elemente untergliedert:
- Bei der Beschaffungslogistik die Koordination der Baustellenverkehre und die Anlieferung auf die festgelegten Anlieferungsflächen, sowie vorgeschaltet hierzu der Einkauf auf dem Beschaffungsmarkt.

- Die Produktionslogistik bedient sich von den vorher genannten Anlieferungsflächen und versorgt über Baustellenverkehre und Zwischenlager die einzelnen Etagen-Lager auf den jeweiligen Ebenen, des im Bau befindlichen Gebäudes.

- Die Entsorgungslogistik organisiert den Abtransport der anfallenden Abfallaufkommens unter Berücksichtigung des Kreislaufwirtschaftsgesetzes und der Technischen Anleitung Siedlungsabfall. Die Entsorgung von Baustellenabfällen geschieht zumeist in entsprechenden Abfallcontainern. Das Abfallaufkommen der Baustellen macht über 50 % des deutschen Abfallaufkommens aus. Davon ist der überwiegende Anteil Erdaushub (ca. 45 %) und Bauschutt (ca. 6 %). Allein in Deutschland wurden 2012 über 63,6 Millionen Tonnen Bauschutt entsorgt und in Bauschuttaufbereitungsanlagen aufgearbeitet.[1] Hinzu kommen gemischte Bauabfälle, Abbruchabfälle und Gewerbeabfälle, die auch aus nicht-mineralischen Bestandteilen, wie Glas, Holz, Kunststoffen, Metalle etc. bestehen können. Diese werden aufwendig in Sortier- und Aufbereitungsanlagen in sortenreine, wieder verwertbare sowie in stofflich nicht verwertbare Materialien getrennt.
- Neben dem Transport zählen auch der Umschlag und die Lagerung von Baustoffen auf dem Baustellengelände zur Baustellenlogistik.